# Bolszoje Gorod´kowo
Bolszoje Gorod´kowo (ros. Большое Городьково) – wieś (ros. деревня, trb. dieriewnia) w zachodniej Rosji, w sielsowiecie małogorodźkowskim rejonu konyszowskiego w obwodzie kurskim.

## Geografia
Miejscowość położona jest w dorzeczu ruczaja Gorodźkow (dopływ rzeki Prutiszcze w dorzeczu Sejmu), 2 km od centrum administracyjnego sielsowietu (Małoje Gorodźkowo), 20 km na północny wschód od centrum administracyjnego rejonu (Konyszowka), 46 km na północny zachód od Kurska.
We wsi znajdują się 74 posesje.
Klimat
Miejscowość, jak i cały rejon, znajduje się w strefie klimatu kontynentalnego z łagodnym ciepłym latem i równomiernie rozłożonymi opadami rocznymi (Dfb w klasyfikacji klimatów Köppena).

## Demografia
W 2010 r. wieś zamieszkiwały 63 osoby.